# Ya no estoy aquí
Ya no estoy aquí és una pel·lícula mexicana dramàtica de 2019. Dirigida i escrita per Fernando Frías de la Parra va ser estrenada en streaming a Netflix en 2020. És protagonitzada per Juan Daniel García Treviño Derek, Xueming Angelina Chen, Brandon Yahir Alday Vázquez, entre altres actors. Ambientada durant l'anomenada guerra contra el narcotràfic a Mèxic a la fi de la dècada del 2000, narra la història d'Ulises, un noi de 17 anys de Monterrey amant de la cúmbia rebajada i integrant de la clica (colla) Els Terkos, part de la cultura urbana Kolombia.

## Resum
Ulises és un noi de 17 anys habitant d'un barri pobre de Monterrey, Nuevo León. Al costat dels seus amics Chaparra, Negra, Pekesillo i Sudadera és fanàtic de la cúmbia rebaixada, expressió artística unificadora de la cultura urbana Kolombia i formen la clica Els Terkos, assistint a balls populars amb els abillaments identificables d'aquesta cultura. En Monterrey es viu la violència deslligada per la guerra contra el narcotràfic a Mèxic i en els barris populars de la capital de Nuevo León existeixen enfrontaments entre cartells. Un d'ells, anomenat Los F, comet un atac letal contra Los pelones, una banda rival de cholos del barri on viuen Los Terkos. Per error, Ulises és present en el crim i un dels integrants dels Pelones l'identifica i amenaça de mort a ell i a la seva família. Com va ocórrer en la realitat mexicana, Ulies ha de sortir fugint del seu barri i creua il·legalment als Estats Units arribant a Jackson Heights, Queens, Nova York.

## Repartiment
- Juan Daniel García Treviño ... Ulises Sampiero
- Jonathan Espinoza ... Jeremy
- Angelina Chen ... Lin
- Coral Puente ... Chaparra
- Adriana Arbeláez ... Gladys
- Leonardo Garxa ... Pekesillo
- Yahir Alday ... Sudadera

## Premis i nominacions
| Premi                                       | Categoria                        | Nominats                                                                         | Resultat    |
| ------------------------------------------- | -------------------------------- | -------------------------------------------------------------------------------- | ----------- |
| Festival Internacional de Cinema de Morelia | Millor llargmetratge mexicà      | Ya no estoy aquí                                                                 | Guanyador   |
| Festival Internacional de Cinema del Caire  | Piràmide d'Or                    | Ya no estoy aquí                                                                 | Guanyador   |
| Festival Internacional de Cinema del Caire  | Millor actor                     | Juan Daniel García Treviño                                                       | Guanyador   |
| Premis Ariel                                | Millor pel·lícula                | Fernando Frías de la Parra                                                       | Guanyador   |
| Premis Ariel                                | Millor direcció                  | Fernando Frías de la Parra                                                       | Guanyador   |
| Premis Ariel                                | Millor revelació actoral         | Juan Daniel García Treviño                                                       | Guanyador   |
| Premis Ariel                                | Millor revelació actoral         | Coral Puente                                                                     | Nominat     |
| Premis Ariel                                | Millor guió original             | Fernando Frías de la Parra                                                       | Guanyador   |
| Premis Ariel                                | Millor fotografia                | Serguei Saldivar Tanaka                                                          | Guanyador   |
| Premis Ariel                                | Millor edició                    | Yibrán Asuad i Fernando Frías de la Parra                                        | Guanyadors  |
| Premis Ariel                                | Millor so                        | Javier Umpiérrez, Yuri Laguna, Olaitan Agueh, Michelle Couttolenc i Jaime Baksht | Guanyadors  |
| Premis Ariel                                | Millor vestuari                  | Magdalena de la Riva i Gabriela Fernández                                        | Guanyadores |
| Premis Ariel                                | Millor maquillatge               | María Elena López i Itzel Peña García                                            | Guanyadores |
| Premis Ariel                                | Millor disseny d'art             | Taísa Malouf Rodrigues i Gino Fortebuono                                         | Guanyadors  |
| Premis Ariel                                | Millors efectes especials        | José Martínez                                                                    | Nominat     |
| Premis Ariel                                | Millors efectes visuals          | Sasha Korellis i Catherine Tate                                                  | Nominades   |
| Premis Goya                                 | Millor pel·lícula iberoamericana | Ya no estoy aquí                                                                 | Pendent     |

## Comentaris
Aquest film ocupa el lloc 84 dins de la llista de les 100 millors pel·lícules mexicanes, segons l'opinió de 27 crítics i especialistes del cinema a Mèxic, publicada pel portal Sector Cine al juny de 2020.
El 21 d'octubre de 2020, l'Acadèmia Mexicana d'Arts i Ciències Cinematogràfiques la va seleccionar per a representar a Mèxic en la categoria de millor pel·lícula iberoamericana dels Premis Goya 2021. De la mateixa manera, el 16 de novembre, es va informar que també representaria a Mèxic en la categoria de Millor pel·lícula internacional dels Premis Oscar 2021.